# Ararat Fowtbolayin Akowmb 2019-2020
Questa voce raccoglie le informazioni riguardanti l'Ararat Fowtbolayin Akowmb nelle competizioni ufficiali della stagione 2019-2020.

## Rosa
| N. |                       | Ruolo | Calciatore          |
| -- | --------------------- | ----- | ------------------- |
| 1  | Russia (bandiera)     | P     | Sergej Revjakin     |
| 3  | Brasile (bandiera)    | D     | João Victor         |
| 4  | Russia (bandiera)     | D     | Arkadi Kalaydzhyan  |
| 5  | Georgia (bandiera)    | C     | Zurab Arziani       |
| 7  | Russia (bandiera)     | C     | Aleksandr Kozlov    |
| 8  | Armenia (bandiera)    | C     | Albert Mnatsakanyan |
| 9  | Russia (bandiera)     | A     | Georgy Chelidze     |
| 10 | Armenia (bandiera)    | C     | Zaven Badoyan       |
| 11 | Russia (bandiera)     | A     | Ramazan Isaev       |
| 12 | Russia (bandiera)     | P     | Evgenij Kobozev     |
| 14 | Armenia (bandiera)    | C     | Ruslan Avagyan      |
| 17 | Portogallo (bandiera) | A     | Sancidino Silva     |
| 21 | Armenia (bandiera)    | A     | Emmanuel Odemis     |
| 23 | Ucraina (bandiera)    | D     | Ivan Spyčka         |
| 27 | Russia (bandiera)     | C     | David Churcidze     |
| 29 | Armenia (bandiera)    | C     | Arame Tsaturyan     |

| N. |                    | Ruolo | Calciatore         |
| -- | ------------------ | ----- | ------------------ |
| 30 | Nigeria (bandiera) | A     | Ganiyu Oseni       |
| 32 | Ucraina (bandiera) | C     | Pavlo Stepanec'    |
| 34 | Russia (bandiera)  | D     | Evgenij Makeev     |
| 37 | Russia (bandiera)  | A     | Dmitrij Ryžov      |
| 45 | Francia (bandiera) | D     | Thomas Phibel      |
| 66 | Russia (bandiera)  | D     | Konstantin Morozov |
| 69 | Ucraina (bandiera) | C     | Denys Dedečko      |
| 70 | Nigeria (bandiera) | C     | Lukman Haruna      |
| 77 | Brasile (bandiera) | C     | Vitinho            |
| 80 | Brasile (bandiera) | A     | Gabriel Silva      |
| 88 | Brasile (bandiera) | D     | James              |
| 90 | Brasile (bandiera) | A     | Welsen Junior      |
| 94 | Armenia (bandiera) | A     | David Arshakyan    |
| 97 | Russia (bandiera)  | A     | David Davidyan     |
| 98 | Armenia (bandiera) | P     | Poghos Ayvazyan    |
| 99 | Armenia (bandiera) | A     | Razmik Hakobyan    |
|    | Brasile (bandiera) | D     | Sidney             |